# Burgruine Siegenstein

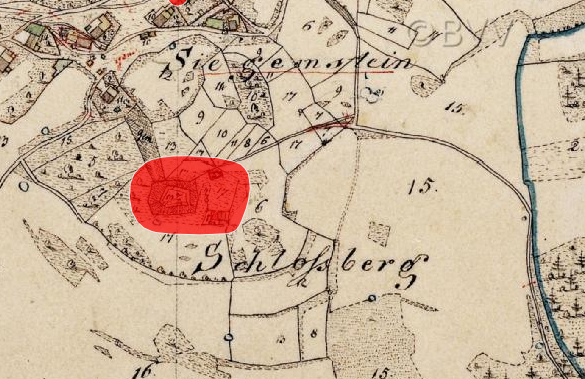
Lageplan der Burgruine Siegenstein auf dem Urkataster von Bayern

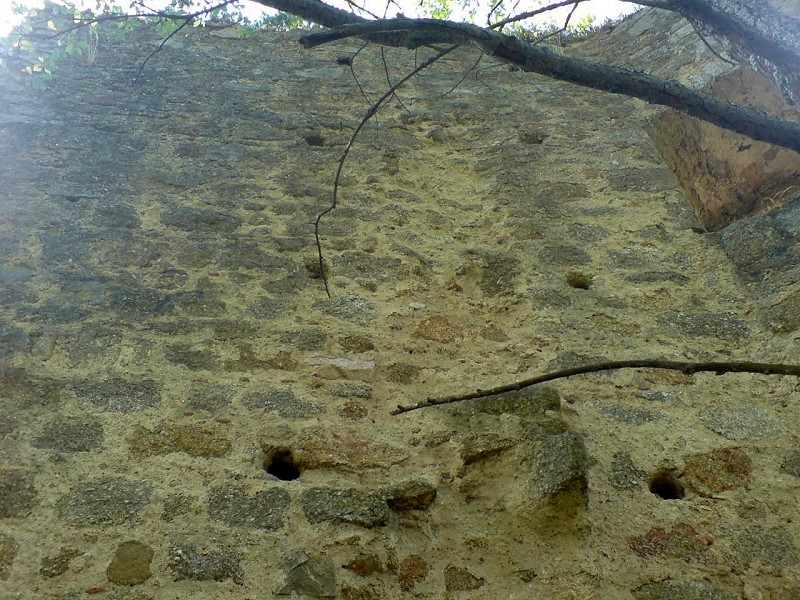
Reste der Südwand

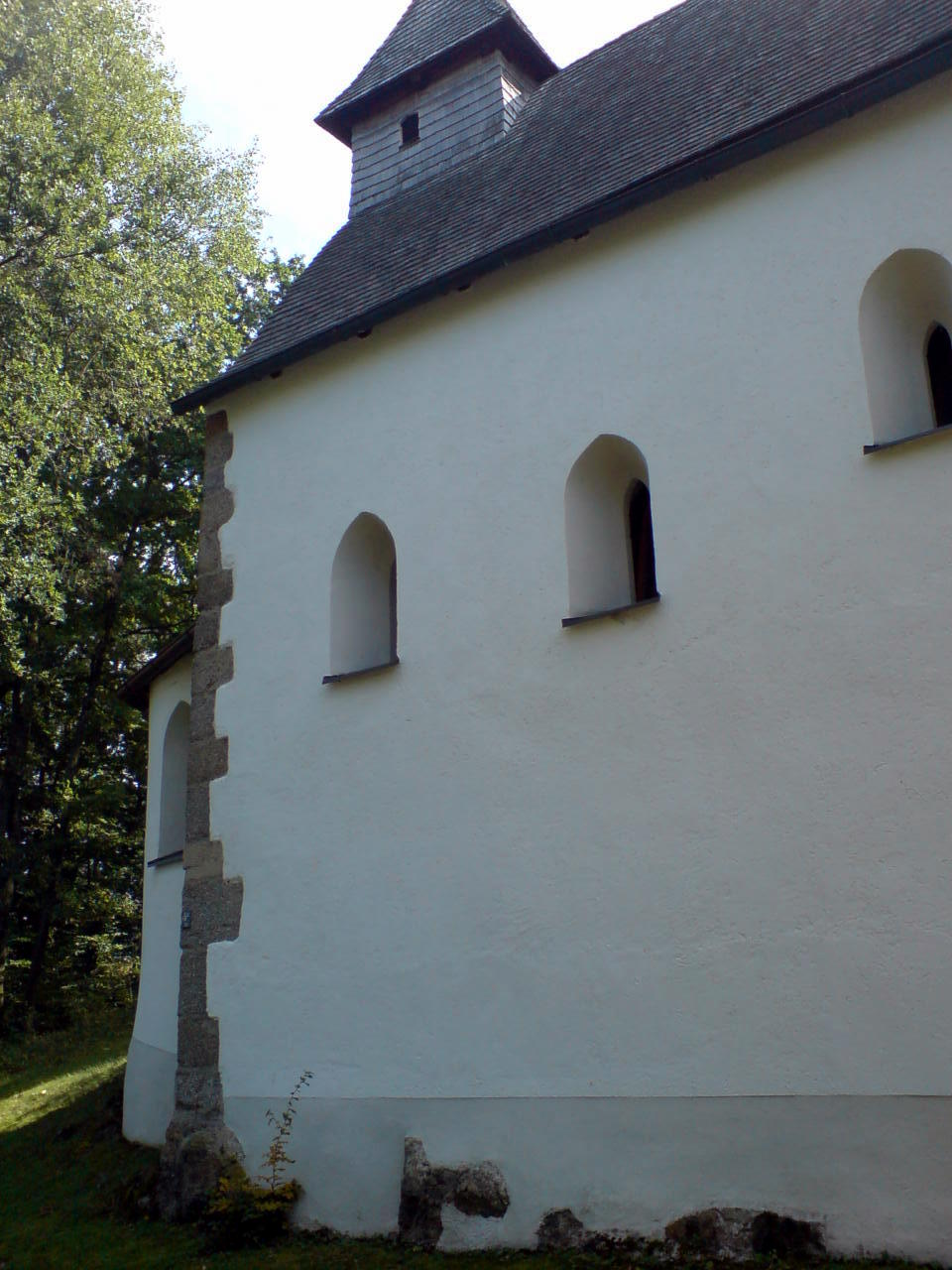
Burgkapelle St. Georg und Laurentius

Die Burgruine Siegenstein liegt am Rande des gleichnamigen Dorfes, welches heute zur Gemeinde Wald im Landkreis Cham in Bayern gehört. Die Anlage ist unter der Aktennummer D-3-72-169-13 als denkmalgeschütztes Baudenkmal von Siegenstein verzeichnet. Ebenso wird sie als Bodendenkmal unter der Aktennummer D-3-6940-0013 im Bayernatlas als „archäologische Befunde im Bereich der mittelalterlichen Burgruine Siegenstein mit der ehem. Burgkapelle St. Georg“ geführt.
Es handelt sich um eine trapezförmige Höhenburganlage aus dem 13. Jahrhundert, gelegen auf einer gegen Norden steil abfallenden 546 Meter hohen Granitkuppe im Falkensteiner Vorwald.
Erhalten von der ehemaligen Burg sind auf dem dicht bewaldeten Burghügel aufragende Mauerreste im Süden sowie in der Nordostecke der Burg, verblendet mit Granitquadern, stellenweise auch mit Buckelquadern und Bruchsteinmauerwerk. Erkennbar sind auch die einstige Wall-Graben-Anlage und die Reste einer Zwingmauer, sowie der Übergang zwischen Burg und einstiger Vorburg.
Zur Burg gehörte ab dem 14. Jahrhundert auch die zwei Kilometer entfernte Gemarkung Schönfeld mit einem Hof und der romanischen Kirche Sankt Ägidius aus dem 12. Jahrhundert.

## Geschichte
Die Ursprünge Siegensteins liegen der Überlieferung nach etwa 900 Jahre zurück. Als Bayern 1255 geteilt wird, fällt Siegenstein mit der damaligen Burggrafschaft Regensburg Herzog Ludwig II. von Bayern zu. Dieser verschenkt es, urkundlich belegt, mit allen Rechten im Jahr 1282 an das bischöfliche Hochstift Regensburg unter Bischof Heinrich II. von Regensburg. Bischof Heinrich belehnt mit der Burg Siegenstein wiederum Konrad von Ehrenfels. Im Jahr 1320 kommt Dietrich von der Au in den Besitz der Festung, ihm folgt 1329 Friedrich Hauzendorfer als Pfleger. Friedrich der Auer von Brennberg gibt 1353 den Besitz Siegenstein dem Domkapitel Regensburg mit allen Gütern und dem Zehent zurück. Die Bischöfe verpfänden später Siegenstein an die Herzöge von Bayern, von wo aus es in der Folge an die Prackendorfer und Teuffel fällt, jedoch im pfandweisen Besitz der Prackendorfer bis zum Jahre 1606 verbleibt. Bischof Wolfgang II. löst dann die Herrschaft wieder ein. Bereits zum Anfang des 16. Jahrhunderts ist die Burg so baufällig geworden, dass die Prackenbacher auf ihren Sitz in Wulkersdorf umziehen, 1606 liegt die Anlage bereits in Trümmern.

## Burgkapelle
Die Burgkapelle wird im 13. Jahrhundert östlich des Burgbergs im Bereich der sog. Vorburg, deren Wall-Graben-Anlage noch heute erkennbar ist, errichtet, und den Heiligen Laurentius und Georg geweiht. Im Jahr 1353 wird sie dem Kloster Frauenzell zugeschlagen, die letzte Außenrenovierung erfolgt 1974.
Es handelt sich um einen verputzten Bruchsteinbau mit romanischen und gotischen Elementen, z. B. behauenen Eckquadern und schmalen Spitzbogenfenstern. Im Inneren findet sich eine halbrunde Apsis mit gefastem Chorbogen, das Schiff weist eine Bretterdecke auf. Der Altaraufbau aus dem 17. Jahrhundert trägt kannelierte Säulen und Figuren der Heiligen Hedwig und Laurentius. Auf dem Dach sitzt ein schindelgedeckter Dachreiter aus dem 17. Jahrhundert.